# Stamford Bridge (stadion)
|  | For slaget i 1066, se Slaget ved Stamford Bridge |
Stamford Bridge er et fodboldstadion i London i England, der er hjemmebane for Premier League-klubben Chelsea F.C. Stadionet har plads til 40.173 tilskuere. Det blev indviet i 1887.